# Characidium grajahuensis
Characidium grajahuensis és una espècie de peix de la família dels crenúquids i de l'ordre dels caraciformes.

## Morfologia
- Els mascles poden assolir 8,8 cm de llargària total.[6]

## Hàbitat
Viu en zones de clima tropical.

## Distribució geogràfica
Es troba a Sud-amèrica: rius costaners entre Guanabara i Mangaratiba (estat de Rio de Janeiro, Brasil).